# Frans Maas (jachtontwerper)
François Leendert (Frans) Maas (Breskens, 25 juli 1937 – Oostende, 1 juli 2017) was een Nederlands jachtontwerper.

## Levensloop
Frans Maas begon in 1953 bij het bedrijf van zijn vader in Breskens en bleef er altijd mee verbonden als senior yacht designer, engineer en consultant. Zijn ontwerpen worden ook nu nog door veel werven internationaal gebouwd. Zijn kennis van schepen en zeilen leidde tot een zeer groot aantal succesvolle ontwerpen, waarvan de Loper 27 er een is. Maas was de huisontwerper van Zaadnoordijk Yachtbuilders/C-Yacht. Voor deze werf tekende hij:
- Compromis 777
- Compromis 888
- Compromis 999
- C-Yacht 11.30DS
- C-Yacht 10.40
- C-Yacht 10.50
- C-Yacht 11.00
- C-Yacht 11.30ds
- C-Yacht 11.50
- C-Yacht 12.50

Toch is Maas in de Nederlandse jachtbouwwereld het meest bekend van de Standfast-ontwerpen van Standfast Yachts uit Breskens. Bekende typen zeiljachten door hem ontworpen zijn:
- Standfast 27 "loper"
- Standfast 30 (gebouwd bij Everse in Yerseke)
- Standfast 33
- Standfast 36
- Standfast 40
- Standfast 43
- Standfast 64

Op basis van de Standfast 30 bouwde Everse in de jaren 90 de Everson 33. Hiervoor optimaliseerde Maas het ontwerp van de Standfast 30.
Maas kwam om het leven nadat zijn zeiljacht voor de kust van Oostende was gekapseisd, vermoedelijk door het plots afbreken van de kiel. De melding van het ongeval kwam pas zes uur nadat het schip was gekapseisd, toen drie van de zes opvarenden werden gevonden en gered; de lichamen van Maas en een medeopvarende werden vrij snel daarna gevonden en geborgen.
Het lichaam van de zesde opvarende werd pas twee weken later door vissers gevonden.